# Andrea Bratti
Andrea Bratti (Capodistria, 20 dicembre 1759 – Forlì, 11 novembre 1835) è stato un vescovo cattolico italiano.

## Biografia
Nacque a Capodistria in una famiglia agiata, figlio di Giovanni Battista e di Maddalena Beltramini; il 20 dicembre 1783 fu ordinato sacerdote da Bonifacio Da Ponte, vescovo di Capodistria, e nel 1801 fu nominato canonico della cattedrale.
Dopo che la sua città natale, con tutta l'Istria, in seguito alla pace di Presburgo del 1805 fu annessa all'Impero francese, Bratti aderì alla loggia massonica costituita a Capodistria nel maggio 1806. Poco dopo Fu scelto dal prefetto Calafati per far parte della delegazione inviata a Parigi per rappresentare al governo francese le necessità della provincia istriana. In questo modo riuscì a farsi conoscere ed apprezzare dalla corte francese, tanto che Napoleone lo nominò vescovo di Forlì con decreto redatto a Varsavia l'11 gennaio 1807. Fu consacrato nel duomo di Milano il 27 dicembre 1807 da Antonio Codronchi, arcivescovo di Ravenna. Fu successivamente confermato da papa Pio VII il 9 gennaio 1808 e il 16 gennaio successivo prese pieno possesso della diocesi.

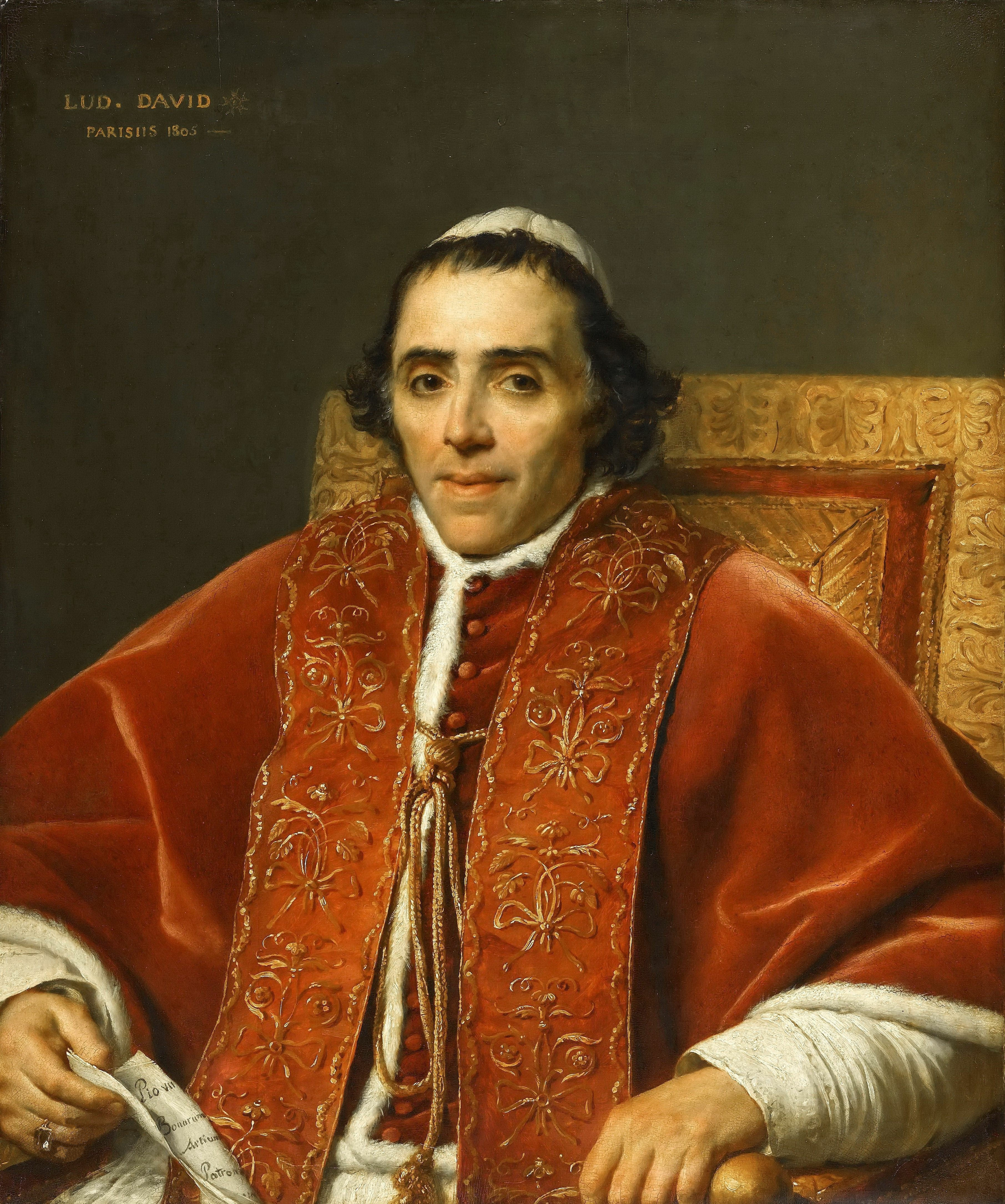
Papa Pio VII

Nel suo compito seguì fedelmente le direttive imperiali in materia di politica ecclesiastica, anche dopo il 1809, quando il papa Pio VII venne arrestato e deposto; ad esempio, invitato dal governo del Regno d'Italia ad aderire alla dichiarazione del capitolo metropolitano di Parigi del 1810, che rivendicava alle Chiese metropolitane il potere di nominare i vescovi, rispose con una lettera del 7 febbraio 1811, in cui, richiamandosi a esempi desunti dalla storia ecclesiastica, approvava la posizione presa dal clero cesaropapista francese. La lettera fu pubblicata sul Giornale italiano dell'11 febbraio successivo e fu molto apprezzata dalle autorità politiche del Regno, tanto che Bratti fu nominato prima commendatore della Corona ferrea, poi, l'8 maggio 1812, barone del Regno d'Italia. Questo atteggiamento si contrappose al capitolo forlivese, che si manteneva su una linea di intransigente fedeltà al papa.
Crollati sia l'Impero francese che il Regno d'Italia, Bratti riuscì ad incontrare papa Pio VII ad Imola, durante il viaggio di ritorno di quest'ultimo verso Roma. Il papa non solo lo perdonò, ma anzi ne accettò l'ospitalità per alcuni giorni a Forlì.
Negli anni successivi governò la diocesi con zelo religioso e la mitezza d'animo, ma con l'avvento al pontificato di papa Leone XII il capitolo forlivese, memore del passato del vescovo, lo accusò di simonia, negligenza e dissolutezza. La denuncia fu presentata alla Congregazione concistoriale e poi trasmessa alla Congregazione dei vescovi e regolari, che il 18 luglio 1826 invitò il vescovo a comparire a Roma per discolparsi. Il giorno seguente Bratti partì per Roma e fu sostituito da mons. Filippo de Angelis, arcivescovo di Leuce, con funzioni di vicario e visitatore apostolico. Il vescovo Bratti venne riconosciuto genericamente colpevole di abusi e disordini e fu invitato a lasciare la diocesi con divieto di divulgare il suo caso per mezzo delle stampe. Dopo un breve soggiorno a Firenze e a Lugo, falliti anche gli interventi in suo favore del cardinali Agostino Rivarola e la testimonianza postuma del cardinale Stanislao Sanseverino, Bratti si ritirò a Capodistria dove morì l'11 novembre 1835.

## Genealogia episcopale
La genealogia episcopale è:
- Cardinale Scipione Rebiba
- Cardinale Giulio Antonio Santori
- Cardinale Girolamo Bernerio, O.P.
- Arcivescovo Galeazzo Sanvitale
- Cardinale Ludovico Ludovisi
- Cardinale Luigi Caetani
- Cardinale Ulderico Carpegna
- Cardinale Paluzzo Paluzzi Altieri degli Albertoni
- Papa Benedetto XIII
- Papa Benedetto XIV
- Papa Clemente XIII
- Cardinale Francesco Saverio de Zelada
- Papa Pio VII
- Arcivescovo Antonio Codronchi
- Vescovo Andrea Bratti